# 18. inženirska brigada (ZDA)
18. inženirska brigada (izvirno angleško 18th Engineer Brigade) je inženirska brigada Kopenske vojske Združenih držav Amerike.

## Odlikovanja
- 5x Meritorious Unit Commendation
- Medalja časti za civilno akcijo